# Правительство Польши
Совет министров Республики Польша (пол. Rada Ministrów Rzeczypospolitej Polskiej) — орган исполнительной власти Республики Польша. В соответствии с Конституцией Польши от 2 апреля 1997 года Совет министров состоит из премьер-министра и министров. Премьер-министр и заместитель председателя Совета министров (вице-премьер) также могут выполнять функции министра или председателя комитета (ст. 147). Организация и режим работы Совета министров регулируются законом «О Совете министров» от 8 августа 1996 года.

## Функции и полномочия
В соответствии с Конституцией Совет министров определяет основные направления внутренней и внешней политики Республики Польша (статья 146, п.1 Конституции), в объёме и на условиях, указанных в Конституции и национальном законодательстве, в частности:
- обеспечивает исполнение законов, издаёт нормативные акты;
- координирует и контролирует работу государственных органов;
- защищает интересы казны, готовит проект государственного бюджета;
- контролирует исполнение государственного бюджета;
- утверждает закрытие счетов государства и докладывает об исполнении бюджета;
- обеспечивает государственную безопасность страны и общественный порядок;
- обеспечивает внешнюю безопасность государства;
- осуществляет общее руководство в области отношений с другими странами и международными организациями, заключение международных соглашений, требующих ратификации, а также других международных соглашений;
- осуществляет общий контроль в области обеспечения обороны страны и ежегодно определяет количество граждан для призыва на действительную военную службу;
- ведёт другие вопросы, не отнесённые к компетенции других органов государственного и местного самоуправления (статья 146 п.2 Конституции).

Члены Совета министров несут солидарную ответственность перед Сеймом за работу правительства, они также могут нести индивидуальную ответственность за выполнение задач, возложенных на них премьер-министром или относящиеся к компетенции своих министерств. Нарушение закона и преступления, связанные с деятельностью министров, рассматриваются в специальном государственном суде, который назначается Сеймом.
Совет Министров имеет свои представительства в каждом из 16 воеводств страны.
Наряду с корпусом государственных служащих, Канцелярия председателя Совета министров и все министерства имеют политических советников — команды консультантов, работающих в каждом министерстве и разрабатывающих основные принципы политики.

## Министерства
- Министерство культуры и национального наследия Польши

- Министерство государственных активов

- Министерство сельского хозяйства и развития села

- Министерство инфраструктуры и развития

- Министерство развития и технологий

- Министерство национальной обороны

- Министерство иностранных дел

- Министерство внутренних дел и администрации

- Министерство финансов

- Министерство климата и окружающей среды

- Министерство семьи, труда и социальной политики Республики Польша[англ.]

- Министерство национального образования

- Министерство здравоохранения

- Министерство по делам Европейского союза

- Министерство юстиции

- Министерство спорта и туризма

- Министерство науки и высшего образования

## Текущий состав
Состав правительства под руководством премьер-министра Дональда Туска, приведённого к присяге 13 декабря 2023 года:
| Должность                                            | Имя                 | Имя                         | Начало полномочий | Окончание полномочий | Партия                   |
| ---------------------------------------------------- | ------------------- | --------------------------- | ----------------- | -------------------- | ------------------------ |
| Председатель Совета министров                        |                     | Дональд Туск                | 11 декабря 2023   |                      | «Гражданская платформа»  |
| Заместитель председателя Совета министров            |                     | Владислав Косиняк-Камыш     | 13 декабря 2023   |                      | Польская народная партия |
| Министр национальной обороны                         | 13 декабря 2023     | Владислав Косиняк-Камыш     |                   |                      | Польская народная партия |
| Заместитель председателя Совета министров            |                     | Кшиштоф Гавковский          | 13 декабря 2023   |                      | «Новые левые»            |
| Министр цифровизации                                 | 13 декабря 2023     | Кшиштоф Гавковский          |                   |                      | «Новые левые»            |
| Министр-член Совета министров (министр без портфеля) |                     | Мацей Берек                 | 13 декабря 2023   |                      | Беспартийный             |
| Министр юстиции                                      |                     | Адам Боднар                 | 13 декабря 2023   |                      | Беспартийный             |
| Министр по делам гражданского общества               |                     | Агнешка Бучиньская          | 13 декабря 2023   |                      | «Польша 2050»            |
| Председатель комитета общественного благосостояния   | 13 декабря 2023     | Агнешка Бучиньская          |                   |                      | «Польша 2050»            |
| Министр государственных активов                      |                     | Борис Будка                 | 13 декабря 2023   |                      | «Гражданская платформа»  |
| Министр промышленности                               |                     | Мажена Чарнецкая            | 13 декабря 2023   |                      | беспартийная             |
| Министр финансов                                     |                     | Анджей Доманьский           | 13 декабря 2023   |                      | «Гражданская платформа»  |
| Министр семьи, труда и социальной политики           |                     | Агнешка Дземьянович-Бонк    | 13 декабря 2023   |                      | «Новые левые»            |
| Министр-член Совета министров (министр без портфеля) |                     | Ян Грабец                   | 13 декабря 2023   |                      | «Гражданская платформа»  |
| Шеф канцелярии председателя Совета министров         | 13 декабря 2023     | Ян Грабец                   |                   |                      | «Гражданская платформа»  |
| Министр климата и окружающей среды                   |                     | Паулина Хенниг-Клоска       | 13 декабря 2023   |                      | «Польша 2050»            |
| Министр развития и технологий                        |                     | Кшиштоф Хетман              | 13 декабря 2023   |                      | Польская народная партия |
| Министр внутренних дел и администрации               |                     | Мартин Кервиньский          | 13 декабря 2023   |                      | «Гражданская платформа»  |
| Министр инфраструктуры                               |                     | Дариуш Климчак              | 13 декабря 2023   |                      | Польская народная партия |
| Министр по делам равенства                           |                     | Катаржина Котула            | 13 декабря 2023   |                      | «Новые левые»            |
| Министр здравоохранения                              |                     | Изабела Лещина              | 13 декабря 2023   |                      | «Гражданская платформа»  |
| Министр спорта и туризма                             | Славомир Нитрас     | 13 декабря 2023             |                   |                      | «Гражданская платформа»  |
| Министр национального образования                    |                     | Барбара Новацкая            | 13 декабря 2023   |                      | «Польская инициатива»    |
| Министр по делам граждан пожилого возраста           |                     | Мажена Окла-Древнович       | 13 декабря 2023   |                      | «Гражданская платформа»  |
| Министр фондов и региональной политики               |                     | Катажина Пелчиньская-Наленч | 13 декабря 2023   |                      | «Польша 2050»            |
| Министр сельского хозяйства и развития села          |                     | Чеслав Сикерский            | 13 декабря 2023   |                      | Польская народная партия |
| Министр-член Совета министров (министр без портфеля) |                     | Томаш Семоняк               | 13 декабря 2023   |                      | «Гражданская платформа»  |
| Министр иностранных дел                              | Радослав Сикорский  | 13 декабря 2023             |                   |                      | «Гражданская платформа»  |
| Министр культуры и национального наследия            | Бартоломей Сенкевич | 13 декабря 2023             |                   |                      | «Гражданская платформа»  |
| Министр по делам Европейского союза                  |                     | Адам Шлапка                 | 13 декабря 2023   |                      | «Современная»            |
| Министр науки и высшего образования                  |                     | Дариуш Вечорек              | 13 декабря 2023   |                      | «Новые левые»            |